# Махаледжик (Неврокопско)
Махаледжик или Маалджик, понякога членувано Маалджика (на гръцки: Μυλόρρευμα, Милоревма, до 1927 година Μαχαλετζίκ, Махаледзик) е обезлюдено село в Република Гърция, разположено на територията на дем Неврокоп (Неврокопи) в област Източна Македония и Тракия.

## География
Махаледжик се намира на 640 m надморска височина в Белотинската котловина, на 2 km северозападно от Белотинци.

## История
Според Йордан Н. Иванов името на селото е от махала с турска умалителна наставка -cik.
До 1923 година селото е турско. Пострадва по време на Първата световна война.
През 1923 година жителите на Махаледжик са изселени в Турция по силата на Лозанския договор. През 1927 година името на селото е сменено на Милоревма, което се превежда като „Ябълкова река“. В Махаледжик са заселени 110 бежанци от Турция.
Селото пострадва силно от Гражданската война и след нормализирането на обстановката не е възстановено.
| Година    | 1913 | 1920 | 1928 | 1940 | 1951 | 1961 | 1971 | 1981 | 1991 | 2001 | 2011 | 2021 |
| --------- | ---- | ---- | ---- | ---- | ---- | ---- | ---- | ---- | ---- | ---- | ---- | ---- |
| Население | 352  | 199  | 110  | 118  |      |      |      |      |      |      |      |      |